# リスの船長
『リスの船長』（リスのせんちょう、原題：Chips Ahoy）は、ウォルト・ディズニー・プロダクション（現：ウォルト・ディズニー・カンパニー）が製作したアニメーション短編映画。公開は1956年2月24日。ドナルドダック・シリーズの第123作である。また英語版では、長年チップとデールの声を演じたジム・マクドナルドが1977年に引退したため最後の短編映画作品となった。そして、ドナルドとの共演は今作が最後である。またドナルドダックの短編映画がスクリーンで上映されたのはアメリカで1977年再公開の「三人の騎士」以来8年ぶりとなる。
スタンダードサイズ版のほかシネマスコープサイズ版が存在する。

## あらすじ
いつものようにナッツを食べるチップとデールだが、木にはナッツがほとんど残っていなかった。腹を減らした2匹は、湖の向こうの小島にナッツがたくさん落ちている木を見つけ喜ぶ。しかし、2匹には水を渡っていくことができない。チップが辺りを見回すと、ちょうどいい大きさの船を発見し、チップとデールはその船を拝借。ところが、それはドナルドが大事にしていたボトルシップの船だった。模型の船を取り返すべくドナルドはチップとデールを追い回す。

## スタッフ
- 製作：ウォルト・ディズニー
- 監督：ジャック・キニー
- 作画：ハリー・ホルト、エド・アーダル、ジョン・シブリー
- 特殊効果：ダン・マクマニュス
- 脚本：ディック・キニー、ミルト・シェーファー
- 美術：ビル・ボッシュ
- 背景：テルマ・ウィットマー
- 音楽：オリバー・ウォレス

## キャスト
| キャラクター   | 原語版               | 旧吹き替え版 | 新吹き替え版 |
| -------------- | -------------------- | ------------ | ------------ |
| ドナルドダック | クラレンス・ナッシュ | 関時男       | 山寺宏一     |
| チップ         | ジム・マクドナルド   | 土井美加     | 滝沢ロコ     |
| デール         | デジー・フリン       | ?            | 稲葉実       |
| ナレーター     | -                    | 江原正士     | -            |

## 日本での公開

### 収録
- 『ゆかいな仲間たち チップとデール』（VHS、ブエナ・ビスタ・ホーム・エンターテイメント、旧吹き替え版）

## その他
- 基本的にちゃっかり者で、かなりのんびりとした性格で描かれることの多いデールだが、今作ではドナルドの追撃を封じるため、チップに指示をされる前にヨットのマストを破く、カヌーの床に穴をあける、ボートの止め金具を外しておく、モーターボートにロープをつないでおくなどの手を打っており、普段のデールとは一線を画した手際の良さを見せている。
- 劇中でデールが歌っている歌は「Blow the man down」と「アロハ・オエ」の2曲。日本語訳版では前者についてはきちんと日本語の歌詞が充てられたが、後者は英語のままであった。